# Alain Prual
Alain Prual est un athlète français, spécialiste de l’ultrafond, né à Plélo le 24 septembre 1959, 6 fois champion de France consécutivement des 24 heures et détenteur du record de France des 24 heures sur route de 1999 à 2019.

## Biographie
Alain Prual est 6 fois champion de France consécutivement des 24 heures de 1998 à 2003 et détenteur du record de France des 24 heures sur route entre 1999 et 2019, avec 268,859 km aux 24 h de Gravigny.

## Palmarès
- Recordman de France de la distance sur piste parcourue en 24 heures : 268,859 km en 1999[2],[3],[1]
- Recordman de France vétérans (+ 40 ans) des 24 heures depuis 2000[4]

- Médaille de bronze des championnats du monde de course des 24 heures sur route en 2001
- Vice-champion d’Europe des 24 heures de course sur route en 1999 et 2002 (3e en 2000)[5]
- Champion de France des 24 heures de course sur route à 6 reprises consécutives, de 1998 à 2003[2]
- 4 heures de La Sévrienne en 2003
- 4 heures de Breuil-Chaussée par équipe en 2005
- Marathon de Parthenay catégorie vétérans en 2000 et 2002[6]

## Records personnels
Statistiques d'Alain Prual d'après la Deutsche Ultramarathon-Vereinigung (DUV) :
- Marathon : 2 h 36 min 9 s au marathon de Paris en 1999[6]
- 50 km piste : 4 h 4 min 19 s aux championnats du monde IAU des 24 h de Vérone en 2001 (50 km split)
- 100 km route : 7 h 6 min 32 s aux championnats du monde IAU des 100 km de Chavagnes-en-Paillers en 1999
- 6 heures piste : 73,850 km aux championnats du monde IAU des 24 h de Vérone en 2001 (6 h split)
- 12 heures piste : 138,838 km aux championnats du monde IAU des 24 h de Vérone en 2001 (12 h split)
- 24 heures route : 268,859 km aux 24 h de Gravigny en 1999[1]